# Glafirins
Els glafirins (Glaphyriinae) són una subfamília de lepidòpters ditrisis de la família dels cràmbids (Crambidae). Va ser descrita per William Trowbridge Merrifield Forbes el 1923.

## Gèneres
- Abegesta Munroe, 1964
- Achantodes Guenée, 1852
- Aenigmodes Amsel, 1957 (= Aenigma Amsel, 1956)
- Aethiophysa Munroe, 1964
- Aureopteryx Amsel, 1956
- Cereophagus Dyar, 1922
- Chalcoela Zeller, 1872
- Chilomima Munroe, 1964
- Chilozela Munroe, 1964
- Contortipalpia Munroe, 1964
- Cosmopterosis Amsel, 1956
- Dichochroma Forbes, 1944
- Dicymolomia Zeller, 1872 (= Bifalculina Amsel, 1956)
- Eupoca Warren, 1891
- Eustixia Hübner, 1823 (= Thelcteria Lederer, 1863, Thlecteria Dyar, 1925)
- Gonodiscus Warren, 1891
- Homophysodes Dyar, 1914
- Lativalva Amsel, 1956
- Lipocosma Lederer, 1863 (= Clarkeiodes Amsel, 1957, Clarkeia Amsel, 1956, Lipocosmopsis Munroe, 1964)
- Lipocosmodes Munroe, 1964
- Lissophanes Warren, 1891
- Macreupoca Munroe, 1964
- Nephrogramma Munroe, 1964
- Parambia Dyar, 1914
- Paregesta Munroe, 1964
- Plumegesta Munroe, 1972
- Psephis Guenée, 1854
- Pseudoligostigma Strand, 1920 (= Heptalitha Munroe, 1964)
- Schacontia Dyar, 1914
- Scybalista Lederer, 1863
- Scybalistodes Munroe, 1964
- Stegea Munroe, 1964 (= Egesta Ragonot, 1891)
- Upiga Capps, 1964
- Vinculopsis Amsel, 1957 (= Vincularia Amsel, 1956)
- Xanthophysa Munroe, 1964

Tribu Dichogamini Amsel, 1956
- Alatuncusia Amsel, 1956
- Alatuncusiodes Munroe, 1974
- Dichogama Lederer, 1863 (= Carbaca Walker, 1866)

Tribu Glaphyriini Forbes, 1923
- Glaphyria Hübner, 1823 (= Berdura Möschler, 1886, Glaphria Fernald, 1903, Homophysa Guenée, 1854)
- Hellula Guenée, 1854 (= Ashwania Pajni & Rose, 1977, Oeobia Hübner, 1825, Oebia Hübner, 1825, Phyratocosma Meyrick, 1936)